# 寻找自我的世界
《寻找自我的世界》是天津神界漫画公司创作的漫画，获得了“最佳原创故事漫画奖”和“最佳原创漫画编剧奖”。。与法国的丹格出版公司和韩国福乐林出版社签约，包括在欧美1400多家书店推出法语版，成为中国漫画作品以不同语种全球同步出版的第一例。。赖有贤评论说：“这是一部童话式的新漫画，只有用心读才能体悟它的魅力。”是《村人童话》系列作品的第一部。